# Acrocladium cuspidatum
Acrocladium cuspidatum là một loài rêu trong họ Amblystegiaceae. Loài này được Hedw. Lindb. mô tả khoa học đầu tiên năm 1879.